# Comuna Tierp
Tierp (Tierps kommun) este o comună din comitatul Uppsala län, Suedia, cu o populație de 20.144 locuitori (2013).

## Geografie

### Zone urbane
Lista celor mai mari zone urbane din comună (anul 2015) conform Biroului Central de Statistică al Suediei:
| Nr | Zona urbană   | Pop.  |
| -- | ------------- | ----- |
| 1  | Tierp         | 5.826 |
| 2  | Örbyhus       | 2.025 |
| 3  | Söderfors     | 1.704 |
| 4  | Karlholmsbruk | 1.193 |
| 5  | Skärplinge    | 720   |
| 6  | Månkarbo      | 671   |
| 7  | Tobo          | 610   |
| 8  | Mehedeby      | 430   |
| 9  | Upplanda      | 222   |

## Demografie
| \| Evoluția demografică în comuna Tierp, 1970–2015 \| Evoluția demografică în comuna Tierp, 1970–2015 \| Evoluția demografică în comuna Tierp, 1970–2015 \| Evoluția demografică în comuna Tierp, 1970–2015 \| Evoluția demografică în comuna Tierp, 1970–2015 \| \| ----------------------------------------------------------------------------------------------------- \| ----------------------------------------------- \| ----------------------------------------------- \| ----------------------------------------------- \| ----------------------------------------------- \| \| An \| \| \| Locuitori \| \| \| 1970 \| 1970 \| \| 21214 \| 21214 \| \| 1975 \| 1975 \| \| 20833 \| 20833 \| \| 1980 \| 1980 \| \| 20608 \| 20608 \| \| 1985 \| 1985 \| \| 19818 \| 19818 \| \| 1990 \| 1990 \| \| 20052 \| 20052 \| \| 1995 \| 1995 \| \| 20171 \| 20171 \| \| 2000 \| 2000 \| \| 19888 \| 19888 \| \| 2005 \| 2005 \| \| 20056 \| 20056 \| \| 2010 \| 2010 \| \| 20125 \| 20125 \| \| 2015 \| 2015 \| \| 20547 \| 20547 \| \| Sursa: SCB - Statistika Centralbyrån, Folkmängd efter region, civilstånd, ålder och kön. År 1968–2016 \| \| \| \| \| |      |  |           |       |
| Evoluția demografică în comuna Tierp, 1970–2015 |      |  |           |       |
| An |      |  | Locuitori |       |
| 1970 | 1970 |  | 21214     | 21214 |
| 1975 | 1975 |  | 20833     | 20833 |
| 1980 | 1980 |  | 20608     | 20608 |
| 1985 | 1985 |  | 19818     | 19818 |
| 1990 | 1990 |  | 20052     | 20052 |
| 1995 | 1995 |  | 20171     | 20171 |
| 2000 | 2000 |  | 19888     | 19888 |
| 2005 | 2005 |  | 20056     | 20056 |
| 2010 | 2010 |  | 20125     | 20125 |
| 2015 | 2015 |  | 20547     | 20547 |
| Sursa: SCB - Statistika Centralbyrån, Folkmängd efter region, civilstånd, ålder och kön. År 1968–2016 |      |  |           |       |